# Collegio di Dunfermline and West Fife
Dunfermline and West Fife è stato un collegio elettorale scozzese della Camera dei comuni del Parlamento del Regno Unito. Eleggeva un membro del Parlamento con il sistema maggioritario a turno unico. Il collegio è stato abolito nel 2024 e sostituito da Dunfermline and Dollar.

## Estensione
Il collegio fu costituito nel 2005 da tutta l'area dell'ex Dunfermline West e da parte di Dunfermline East.
Rosyth e Inverkeithing nel sud-est del collegio erano gli unici grandi centri sulla costa; nelle zone occidentali e settentrionali il collegio presentava rilievi, nonché i panorami rurali del Fife. Tutto il collegio si trovava davanti al Firth of Forth.

## Luoghi
- Burgh reali: Culross, Dunfermline, Inverkeithing.
- Piccoli burgh e grandi villaggi: Cairneyhill, Kincardine on Forth, Limekilns, North Queensferry, Rosyth.
- Ward elettorali e piccoli villaggi: Baldridgeburn, Bellyeoman, Blairhall, Brucefield, Carnegie, Carnock, Crossford, Crossgates, Garvock, Gowkhall, Halbeath, Headwell, High Valleyfield, Hill of Beath, Kingseat, Linburn, Low Valleyfield, Milesmark, Mossside, Nethertown, Oakley, Pitcorthie, Pitreavie, Saline, Steelend, Torryburn, Townhill, Wellwood, Woodmill,

## Membri del parlamento
| Elezione | Elezione | Deputato                                                | Partito                                                 |
| -------- | -------- | ------------------------------------------------------- | ------------------------------------------------------- |
|          | 2005     | Rachel Squire                                           | Laburista                                               |
|          | 2006 (S) | Willie Rennie                                           | Liberal Democratici                                     |
|          | 2010     | Thomas Docherty                                         | Laburista                                               |
|          | 2015     | Douglas Chapman                                         | SNP                                                     |
|          | 2024     | Collegio abolito e sostituito da Dunfermline and Dollar | Collegio abolito e sostituito da Dunfermline and Dollar |

## Risultati elettorali

### Elezioni negli anni 2010
| Partito                    | Partito                          | Candidato                  | Risultati 12 dicembre 2019 | Risultati 12 dicembre 2019 |
| Partito                    | Partito                          | Candidato                  | Voti                       | %                          |
| -------------------------- | -------------------------------- | -------------------------- | -------------------------- | -------------------------- |
|                            | SNP                              | Douglas Chapman            | 23 727                     | 44,36                      |
|                            | Laburista Co-Op                  | Cara Hilton                | 13 028                     | 24,36                      |
|                            | Conservatore                     | Moira Benny                | 11 207                     | 20,95                      |
|                            | Lib Dem                          | Rebecca Bell               | 4 262                      | 7,97                       |
|                            | Verde                            | Mags Hall                  | 1 258                      | 2,35                       |
|                            |                                  |                            |                            |                            |
| Iscritti                   | Iscritti                         | Iscritti                   | 79 487                     | 100,00                     |
| ↳ Votanti (% su iscritti)  | ↳ Votanti (% su iscritti)        | ↳ Votanti (% su iscritti)  | 55 482                     | 69,80                      |
| ↳ Astenuti (% su iscritti) | ↳ Astenuti (% su iscritti)       | ↳ Astenuti (% su iscritti) | 24 005                     | 30,20                      |
|                            |                                  |                            |                            |                            |
|                            | Esito: collegio confermato a SNP |                            |                            |                            |

| Partito                    | Partito                          | Candidato                  | Risultati 8 giugno 2017 | Risultati 8 giugno 2017 |
| Partito                    | Partito                          | Candidato                  | Voti                    | %                       |
| -------------------------- | -------------------------------- | -------------------------- | ----------------------- | ----------------------- |
|                            | SNP                              | Douglas Chapman            | 18 121                  | 35,52                   |
|                            | Laburista                        | Cara Hilton                | 17 277                  | 33,87                   |
|                            | Conservatore                     | Belinda Hacking            | 12 593                  | 24,69                   |
|                            | Lib Dem                          | James Calder               | 3 019                   | 5,92                    |
|                            |                                  |                            |                         |                         |
| Iscritti                   | Iscritti                         | Iscritti                   | 75 682                  | 100,00                  |
| ↳ Votanti (% su iscritti)  | ↳ Votanti (% su iscritti)        | ↳ Votanti (% su iscritti)  | 51 010                  | 67,40                   |
| ↳ Astenuti (% su iscritti) | ↳ Astenuti (% su iscritti)       | ↳ Astenuti (% su iscritti) | 24 672                  | 32,60                   |
|                            |                                  |                            |                         |                         |
|                            | Esito: collegio confermato a SNP |                            |                         |                         |

| Partito                    | Partito                                  | Candidato                  | Risultati 7 maggio 2015 | Risultati 7 maggio 2015 |
| Partito                    | Partito                                  | Candidato                  | Voti                    | %                       |
| -------------------------- | ---------------------------------------- | -------------------------- | ----------------------- | ----------------------- |
|                            | SNP                                      | Douglas Chapman            | 28 096                  | 50,27                   |
|                            | Laburista                                | Thomas Docherty            | 17 744                  | 31,75                   |
|                            | Conservatore                             | James Reekie               | 6 623                   | 11,85                   |
|                            | Lib Dem                                  | Gillian Cole-Hamilton      | 2 232                   | 3,99                    |
|                            | Verdi                                    | Lewis Campbell             | 1 195                   | 2,14                    |
|                            |                                          |                            |                         |                         |
| Iscritti                   | Iscritti                                 | Iscritti                   | 78 058                  | 100,00                  |
| ↳ Votanti (% su iscritti)  | ↳ Votanti (% su iscritti)                | ↳ Votanti (% su iscritti)  | 55 890                  | 71,60                   |
| ↳ Astenuti (% su iscritti) | ↳ Astenuti (% su iscritti)               | ↳ Astenuti (% su iscritti) | 22 168                  | 28,40                   |
|                            |                                          |                            |                         |                         |
|                            | Esito: collegio passa da Laburista a SNP |                            |                         |                         |

| Partito                    | Partito                                      | Candidato                  | Risultati 6 maggio 2010 | Risultati 6 maggio 2010 |
| Partito                    | Partito                                      | Candidato                  | Voti                    | %                       |
| -------------------------- | -------------------------------------------- | -------------------------- | ----------------------- | ----------------------- |
|                            | Laburista                                    | Thomas Docherty            | 22 639                  | 46,25                   |
|                            | Lib Dem                                      | Willie Rennie              | 17 169                  | 35,08                   |
|                            | SNP                                          | Joe McCall                 | 5 201                   | 10,63                   |
|                            | Conservatore                                 | Belinda Hacking            | 3 305                   | 6,75                    |
|                            | UKIP                                         | Otto Inglis                | 633                     | 1,29                    |
|                            |                                              |                            |                         |                         |
| Iscritti                   | Iscritti                                     | Iscritti                   | 73 715                  | 100,00                  |
| ↳ Votanti (% su iscritti)  | ↳ Votanti (% su iscritti)                    | ↳ Votanti (% su iscritti)  | 48 947                  | 66,40                   |
| ↳ Astenuti (% su iscritti) | ↳ Astenuti (% su iscritti)                   | ↳ Astenuti (% su iscritti) | 24 768                  | 33,60                   |
|                            |                                              |                            |                         |                         |
|                            | Esito: collegio passa da Lib Dem a Laburista |                            |                         |                         |

### Elezioni negli anni 2000
| Partito                    | Partito                                      | Candidato                  | Risultati 9 febbraio 2006 | Risultati 9 febbraio 2006 |
| Partito                    | Partito                                      | Candidato                  | Voti                      | %                         |
| -------------------------- | -------------------------------------------- | -------------------------- | ------------------------- | ------------------------- |
|                            | Lib Dem                                      | Willie Rennie              | 12 391                    | 35,83                     |
|                            | Laburista                                    | Catherine Stihler          | 10 591                    | 30,63                     |
|                            | SNP                                          | Douglas Chapman            | 7 261                     | 21,00                     |
|                            | Conservatore                                 | Carrie Ruxton              | 2 702                     | 7,81                      |
|                            | Socialista                                   | John McAllion              | 537                       | 1,55                      |
|                            | Cristiano                                    | George Hargreaves          | 411                       | 1,19                      |
|                            | Abolish Forth Bridge Tolls Party             | Tom Minogue                | 374                       | 1,08                      |
|                            | UKIP                                         | Ian Borland                | 208                       | 0,60                      |
|                            | Common Good                                  | Dick Rodgers               | 103                       | 0,30                      |
|                            |                                              |                            |                           |                           |
| Iscritti                   | Iscritti                                     | Iscritti                   | 72 187                    | 100,00                    |
| ↳ Votanti (% su iscritti)  | ↳ Votanti (% su iscritti)                    | ↳ Votanti (% su iscritti)  | 34 578                    | 47,90                     |
| ↳ Astenuti (% su iscritti) | ↳ Astenuti (% su iscritti)                   | ↳ Astenuti (% su iscritti) | 37 609                    | 52,10                     |
|                            |                                              |                            |                           |                           |
|                            | Esito: collegio passa da Laburista a Lib Dem |                            |                           |                           |

| Partito                    | Partito                                      | Candidato                  | Risultati 5 maggio 2005 | Risultati 5 maggio 2005 |
| Partito                    | Partito                                      | Candidato                  | Voti                    | %                       |
| -------------------------- | -------------------------------------------- | -------------------------- | ----------------------- | ----------------------- |
|                            | Laburista                                    | Rachel Squire              | 20 111                  | 47,44                   |
|                            | Lib Dem                                      | David Herbert              | 8 549                   | 20,17                   |
|                            | SNP                                          | Douglas Chapman            | 8 026                   | 18,93                   |
|                            | Conservatore                                 | Roger Smillie              | 4 376                   | 10,32                   |
|                            | Socialista                                   | Susan Archibald            | 689                     | 1,63                    |
|                            | UKIP                                         | Ian Borland                | 643                     | 1,52                    |
|                            |                                              |                            |                         |                         |
| Iscritti                   | Iscritti                                     | Iscritti                   | 70 774                  | 100,00                  |
| ↳ Votanti (% su iscritti)  | ↳ Votanti (% su iscritti)                    | ↳ Votanti (% su iscritti)  | 42 394                  | 59,90                   |
| ↳ Astenuti (% su iscritti) | ↳ Astenuti (% su iscritti)                   | ↳ Astenuti (% su iscritti) | 28 380                  | 40,10                   |
|                            |                                              |                            |                         |                         |
|                            | Esito: collegio a Laburista (nuovo collegio) |                            |                         |                         |

## Risultati dei referendum

### Referendum sulla permanenza del Regno Unito nell'Unione europea del 2016
|        | Collegio                  | Lasciare UE % | Rimanere in UE % |
| ------ | ------------------------- | ------------- | ---------------- |
|        | Dunfermline and West Fife | 40,0%         | 60,0%            |
| Scozia | 38,0%                     | 62,0%         |                  |
|        | Regno Unito               | 51,9%         | 48,1%            |